# C4 Pedro
Pedro Henriques Lisboa Santos (Luanda 7 de juliol de 1983), més conegut pel seu nom artístic C4 Pedro (de l'anglès Cry For People), és un músic angolès de kizomba.

## Biografia
Fill del cantant Lisboa Santos, C4 Pedro va néixer a Luanda el 7 de juliol de 1983, però va créixer a Bèlgica, on va començar la seva carrera musical amb el grup Brother Lisboa Santos amb el seu germà Lil Saint. Després de 10 anys tornà a Angola a seguir la seva carrera en solitari.
Ha editat tres àlbums: Lagrimas amb Lil Saint, Calor e frio i King Ckwa. També va fer un àlbum en 2013 amb el raper angolès Big Nelo anomenat B4 Los Compadres. El seu tercer àlbum King Ckwa fou el més aclamat per la crítica i l'àlbum més venut a Angola en 2015.

## Discografia

### Àlbums
- Lagrimas (2008)
- Calor & Frio (2011)
- King Ckwa (2015)

### Singles (sense àlbums)
- Brothers Lisboa Santos - Não Da Pra Negar (2014)
- Vamos Ficar por Aqui (al recopilatori Team de Sonho vol 2)
- Estragar feat AGIR (2016)
- Tá pegar fogo (2016)
- Céu (Pikante Vol.6) (2016)